# Стшельце (Опольське воєводство)
Стшельце (пол. Strzelce, нім. Strehlitz) — село в Польщі, у гміні Домашовиці Намисловського повіту Опольського воєводства.
Населення — 761 особа (2011).
У 1975-1998 роках село належало до Опольського воєводства.

## Демографія
Демографічна структура станом на 31 березня 2011 року:
|          | Загалом | Допрацездатний вік | Працездатний вік | Постпрацездатний вік |
| -------- | ------- | ------------------ | ---------------- | -------------------- |
| Чоловіки | 367     | 79                 | 261              | 27                   |
| Жінки    | 394     | 78                 | 222              | 94                   |
| Разом    | 761     | 157                | 483              | 121                  |